# Хазяїн (п'єса)
«Хазяїн» — соціальна комедія українського письменника Івана Карпенка-Карого, написана в 1900 році. У ній драматург висвітлює явище становлення нової селянської української буржуазії в кінці 19 ст. Автор характеризував п'єсу як злу сатиру на людську любов до накопичення без жодної іншої мети.
Багатий землевласник Пузир заради наживи йде на шахрайство і дає вказівки своїм управителям посилити експлуатацію строкових робітників, позбавити їх землі. Під час здійснення його зловмисних планів виникають різні ускладнення й конфлікти.

## Створення
|                       | Хазяїна мені розрішили, комедія се дуже серйозна і я боюся що буде дуже скучна для публіки яка від комедії жде тільки сміху, "Хазяїн" же зла сатира на чоловічу любов до стяжання і жодної іншої мети, стяжання задля стяжання, скільки сьогодні серед нас таких? Багатства задля багатства, я сам бачу, що це найкраща моя комедія і навіть не то найкраща, а вже такої й не напишу |
| — Іван Карпенко-Карий | |

Іван Карпенко-Карий виношував образи сільського мільйонера Терентія Пузиря та його оточення понад 10 років, з часу написання п'єси «Сто тисяч». Роботу над твором він завершив весною 1900 на хуторі Надія, названому так на честь першої дружини, Надії Тарковської. Прообразами головного героя п'єси, Терентія Пузиря, були українські підприємці на зразок Терещенків та Харитоненків, становлення яких відбувалося в умовах розвитку капіталізму в тодішній Російській імперії і на території України, зокрема.
Через образ Терентія Пузиря, вихідця з селян, який швидко розбагатів, скуповуючи землі, Карпенко-Карий проводить основну ідею твору — моральне звиродніння стяжателя, для якого зиск понад все, і який не зупиняється перед жодними аферами, лише б помножити свої статки.

## Персонажі
- Терентій Гаврилович Пузир — хазяїн, мільйонер.
- Марія Івановна — його жінка.
- Соня — їх дочка.
- Феноген — права рука хазяїна.
- Маюфес — фактор.
- Павлина — кравчиха з города.
- Зеленський, Ліхтаренко — економи.
- Куртц — шахмейстер.
- Петро Петрович Золотницький — родовитий багатий пан.
- Калинович — учитель гімназії.
- Зозуля — помічник Ліхтаренка.
- Харитон — розсильний.
- Лікар.
- Юрба робітників.

## Сюжет
Терентій Пузир — багатий і скупий землевласник. Його дружина Марія хоче купити Терентію новий халат, бо про старий вже кажуть, що він смердить. Своїм економам він наказує менше годувати робітників. При цьому він закриває очі на нечесність економа Ліхтаренка, бо це приносить йому вигоду.
Терентій хоче видати свою дочку Соню за багатого Василя. Пан Петро Золотницький пропонує Терентію збудувати разом цукровий завод, але той відмовляється. Також він не бажає дати грошей на пам'ятник Івану Котляревському та на школу. Натомість бере участь у шахрайстві, приховавши велику отару овець збанкрутілого поміщика Михайлова від кредиторів за частку їх вартості. Маюфеса, що подав йому цю ідею, він проте не хоче нічим пригостити.
Юрба робітників жаліється, що їх годують черствим хлібом. Соня розпоряджається дати їм хорошої їжі. В цей час Терентій повертається після отримання ордена та виправдовує своє погане ставлення до робітників, мовляв, інакше вони розліняться. Соня бажає одружитися з Калиновичем, вони намірені бути разом, навіть якщо батько не погодиться. Марія підкупляє Феногена, щоб він вмовив Терентія прийняти новий халат. Але той продає халат Золотницькому, який згадує про стосунки Соні з Калиновичем.
Терентій підвертає ногу, проганяючи гусей, що смикали копицю, та відбиває собі нирки. Він не дбає за своє здоров'я, а думає лише як подешевше вилікуватися. Феноген приносить новину, що селяни повстали проти економа Ліхтаренка та вбили його. Далі шахрайство Терентія розкривається і його викликають до суду. Він погоджується видати дочку за Калиновича, чий брат працює прокурором і може прикрити Терентія. Лікар каже Золотницькому, що жити Пузирю лишилося зовсім трохи: «Скажіть слідователеві, що Терентій Гаврилович одібрав повістку від смерті і скоро дасть показаніє перед Богом».

## Постановки
Прем'єра комедії відбулася 10 січня 1901 в Києві з гучним успіхом. Пузиря виконував сам Іван Карпенко-Карий, економів — Феногена і Ліхтаренка — Саксаганський і Садовський, Золотницького — Кропивницький.
П'єса «Хазяїн» багато разів ставилася на сценах українських театрів. Зокрема, в театрі «Березіль», де роль Пузиря зіграв Амвросій Бучма.

## Екранізації
- «Хазяїн» — фільм режисера Юрія Некрасова, знятий на студії «Укртелефільм» у 1979 році.
- «Хазяїн» — серіал 2022 року.
- «Хазяїн 2. На своїй землі» — фільм, знятий у 2024 році, за основу взято деякі дані з п'єси.